# Olympische Sommerspiele 2012/Teilnehmer (Neuseeland)
| Gelbes Symbol für Goldmedaillen mit stilisierten Olympischen Ringen | Graues Symbol für Silbermedaillen mit stilisierten Olympischen Ringen | Braundes Symbol für Bronzemedaillen mit stilisierten Olympischen Ringen |
| ------------------------------------------------------------------- | --------------------------------------------------------------------- | ----------------------------------------------------------------------- |
| 6                                                                   | 2                                                                     | 5                                                                       |

Neuseeland nahm an den Olympischen Spielen 2012 in London teil. Es war die insgesamt 24. Teilnahme Neuseelands an Olympischen Sommerspielen.
Vom New Zealand Olympic Committee wurden 185 Athleten in 16 Sportarten nominiert.
Fahnenträger bei der Eröffnungsfeier war der Leichtathlet Nick Willis.

## Medaillen
Mit sechs gewonnenen Gold-, zwei Silber- und fünf Bronzemedaillen belegte das neuseeländische Team Platz 14 im Medaillenspiegel.

### Medaillenspiegel
| Medaillenspiegel Neuseeland |                |                              |                           |                           |        |
| Platz                       | Sportart       | Goldmedaille – Olympiasieger | Silbermedaille – 2. Platz | Bronzemedaille – 3. Platz | Gesamt |
| 1                           | Rudern         | 3                            | -                         | 2                         | 5      |
| 2                           | Segeln         | 1                            | 1                         | -                         | 2      |
| 3                           | Kanu           | 1                            | -                         | -                         | 1      |
| 3                           | Leichtathletik | 1                            | -                         | -                         | 1      |
| 5                           | Radsport       | -                            | 1                         | 2                         | 3      |
| 6                           | Reiten         | -                            | -                         | 1                         | 1      |
| Total                       | Total          | 6                            | 2                         | 5                         | 13     |

### Medaillengewinner

#### Gold
| Name                         | Sportart       | Wettkampf                |
| ---------------------------- | -------------- | ------------------------ |
| Mahé Drysdale                | Rudern         | Einer Männer             |
| Nathan Cohen Joseph Sullivan | Rudern         | Doppelzweier Männer      |
| Eric Murray Hamish Bond      | Rudern         | Zweier Männer            |
| Lisa Carrington              | Kanu           | Einer-Kajak 200 m Frauen |
| Jo Aleh Olivia Powrie        | Segeln         | 470er Frauen             |
| Valerie Adams                | Leichtathletik | Kugelstoßen Frauen       |

#### Silber
| Name                     | Sportart | Wettkampf  |
| ------------------------ | -------- | ---------- |
| Sarah Walker             | Radsport | BMX Frauen |
| Peter Burling Blair Tuke | Segeln   | 49er       |

#### Bronze
| Name                                                                       | Sportart | Wettkampf                          |
| -------------------------------------------------------------------------- | -------- | ---------------------------------- |
| Simon van Velthooven                                                       | Radsport | Keirin Männer                      |
| Marc Ryan Westley Gough Jesse Sergent Sam Bewley                           | Radsport | Mannschaftsverfolgung Männer       |
| Jonelle Richards Caroline Powell Jonathan Paget Andrew Nicholson Mark Todd | Reiten   | Vielseitigkeit Mannschaft          |
| Peter Taylor Storm Uru                                                     | Rudern   | Leichtgewichts-Doppelzweier Männer |
| Juliette Haigh Rebecca Scown                                               | Rudern   | Zweier Frauen                      |

## Teilnehmer nach Sportarten

### Boxen
| Athleten         | Wettbewerb                 | 1. Runde | 1. Runde | Achtelfinale   | Achtelfinale               | Viertelfinale    | Viertelfinale             | Halbfinale    | Halbfinale    | Finale        | Finale        | Rang |
| Athleten         | Wettbewerb                 | Gegner   | Ergebnis | Gegner         | Ergebnis                   | Gegner           | Ergebnis                  | Gegner        | Ergebnis      | Gegner        | Ergebnis      | Rang |
| ---------------- | -------------------------- | -------- | -------- | -------------- | -------------------------- | ---------------- | ------------------------- | ------------- | ------------- | ------------- | ------------- | ---- |
| Frauen           |                            |          |          |                |                            |                  |                           |               |               |               |               |      |
| Siona Fernandes  | Fliegengewicht 48–51 kg    | –        | –        | Stojka Petrowa | 11:23 (2:5, 3:4, 4:7, 2:7) | ausgeschieden    | ausgeschieden             | ausgeschieden | ausgeschieden | ausgeschieden | ausgeschieden | 9    |
| Alexis Pritchard | Halbweltergewicht 57–60 kg | –        | –        | Rim Jouini     | 15:10 (4:3, 2:4, 5:1, 4:2) | Sofja Otschigawa | 4:22 (1:4, 1:4, 1:8, 1:6) | ausgeschieden | ausgeschieden | ausgeschieden | ausgeschieden | 5    |

### Fußball
| Wettbewerb    | Frauen | Männer |
| ------------- | --- | --- |
| Athleten      | Jenny Bindon Abby Erceg Anna Green Sarah Gregorius Betsy Hassett Amber Hearn Kristy Hill Katie Hoyle Annalie Longo Hayley Moorwood Ria Percival Ali Riley Rebecca Rolls Rebecca Smith Rebekah Stott Rosie White Hannah Wilkinson Kirsty Yallop | Kosta Barbarouses Alex Feneridis Jake Gleeson Ian Hogg Cameron Howieson Dakota Lucas Adam McGeorge Michael McGlinchey James Musa Tim Myers Ryan Nelsen Michael O’Keeffe Tim Payne Marco Rojas Shane Smeltz Tommy Smith Adam Thomas Chris Wood |
| Trainer       | Tony Readings | Neil Emblen |
| Gruppenphase  | Großbritannien 0:1 (0:0) Brasilien 0:1 (0:0) Kamerun 3:1 (1:0) | Belarus 0:1 (0:1) Ägypten 1:1 (1:1) Brasilien 0:3 (0:2) |
| Viertelfinale | Vereinigte Staaten 0:2 (0:1) | ausgeschieden |

### Gewichtheben
| Athleten          | Wettbewerb       | Reißen  | Reißen | Stoßen  | Stoßen | Zweikampf | Zweikampf | Rang |
| Athleten          | Wettbewerb       | Gewicht | Rang   | Gewicht | Rang   | Gewicht   | Rang      | Rang |
| ----------------- | ---------------- | ------- | ------ | ------- | ------ | --------- | --------- | ---- |
| Männer            |                  |         |        |         |        |           |           |      |
| Richard Patterson | Klasse bis 85 kg | 150 kg  | 15     | 186 kg  | 14     | 336 kg    | 14        | 14   |

### Hockey
| Wettbewerb        | Frauen | Männer |
| ----------------- | --- | --- |
| Athleten          | Samantha Charlton Melody Cooper Clarissa Eshuis Cathryn Finlayson Gemma Flynn Krystal Forgesson Katie Glynn Ella Gunson Charlotte Harrison Samantha Harrison Stacey Michelsen Alana Millington Emily Naylor Anita Punt Bianca Russell Kayla Sharland | Ryan Archibald Phil Burrows Simon Child Dean Couzins Steve Edwards Nick Haig Andy Hayward Blair Hilton Blair Hopping Hugo Inglis Stephen Jenness Shea McAleese Richard Petherick Kyle Pontifex Bradley Shaw Nick Wilson |
| Trainer           | Mark Hager | Shane McLeod |
| Gruppenphase      | Australien 1:0 (1:0) Südafrika 4:1 (3:0) Argentinien 1:2 (0:1) USA 3:2 (2:2) Deutschland 0:0 | Südkorea 0:2 (0:2) Indien 3:1 (3:1) Niederlande 1:5 (1:3) Belgien 1:1 (0:0) Deutschland 5:5 (4:2) |
| Platzierungsspiel | – | Spiel um Platz 9: Argentinien 3:1 (3:0) |
| Halbfinale        | Niederlande 3:5 nach 7-Meter-Schießen (1:1, 2:2, 2:2) | ausgeschieden |
| Finale            | Spiel um Platz 3: Großbritannien 1:3 (0:0) | ausgeschieden |
| Platzierung       | 4 | 9 |

### Judo
| Athleten          | Wettbewerb       | 1. Runde       | 1. Runde | Achtelfinale  | Achtelfinale  | Viertelfinale | Viertelfinale | Hoffnungsrunde Halbfinale | Hoffnungsrunde Halbfinale | Halbfinale    | Halbfinale    | Hoffnungsrunde Finale | Hoffnungsrunde Finale | Finale        | Finale        | Rang |
| Athleten          | Wettbewerb       | Gegner         | Ergebnis | Gegner        | Ergebnis      | Gegner        | Ergebnis      | Gegner                    | Ergebnis                  | Gegner        | Ergebnis      | Gegner                | Ergebnis              | Gegner        | Ergebnis      | Rang |
| ----------------- | ---------------- | -------------- | -------- | ------------- | ------------- | ------------- | ------------- | ------------------------- | ------------------------- | ------------- | ------------- | --------------------- | --------------------- | ------------- | ------------- | ---- |
| Frauen            |                  |                |          |               |               |               |               |                           |                           |               |               |                       |                       |               |               |      |
| Moira De Villiers | Klasse bis 70 kg | Kerstin Thiele | 0002:001 | ausgeschieden | ausgeschieden | ausgeschieden | ausgeschieden | ausgeschieden             | ausgeschieden             | ausgeschieden | ausgeschieden | ausgeschieden         | ausgeschieden         | ausgeschieden | ausgeschieden | 17   |

### Kanu

#### Kanurennsport
| Athleten                          | Wettbewerb | Vorlauf      | Vorlauf | Halbfinale   | Halbfinale | Finale       | Finale | Rang |
| Athleten                          | Wettbewerb | Zeit         | Rang    | Zeit         | Rang       | Zeit         | Rang   | Rang |
| --------------------------------- | ---------- | ------------ | ------- | ------------ | ---------- | ------------ | ------ | ---- |
| Frauen                            |            |              |         |              |            |              |        |      |
| Lisa Carrington                   | K-1 200 m  | 41,401 s     | 2       | 40,528 s     | 1          | 44,638 s     | 1      | Gold |
| Teneale Hatton                    | K-1 500 m  | 1:56,741 min | 6       | 1:54,504 min | 5          | 1:56,103 min | 15     | 15   |
| Lisa Carrington Erin Taylor       | K-2 500 m  | 1:44,870 min | 3       | 1:42,764 min | 4          | 1:46,290 min | 7      | 7    |
| Männer                            |            |              |         |              |            |              |        |      |
| Ben Fouhy                         | K-1 1000 m | 3:35,610 min | 2       | 3:32,572 min | 6          | 3:34,710 min | 14     | 14   |
| Steven Ferguson Darryl Fitzgerald | K-2 1000 m | 3:16,608 min | 4       | 3:15,307 min | 3          | 3:12,117 min | 7      | 7    |

#### Kanuslalom

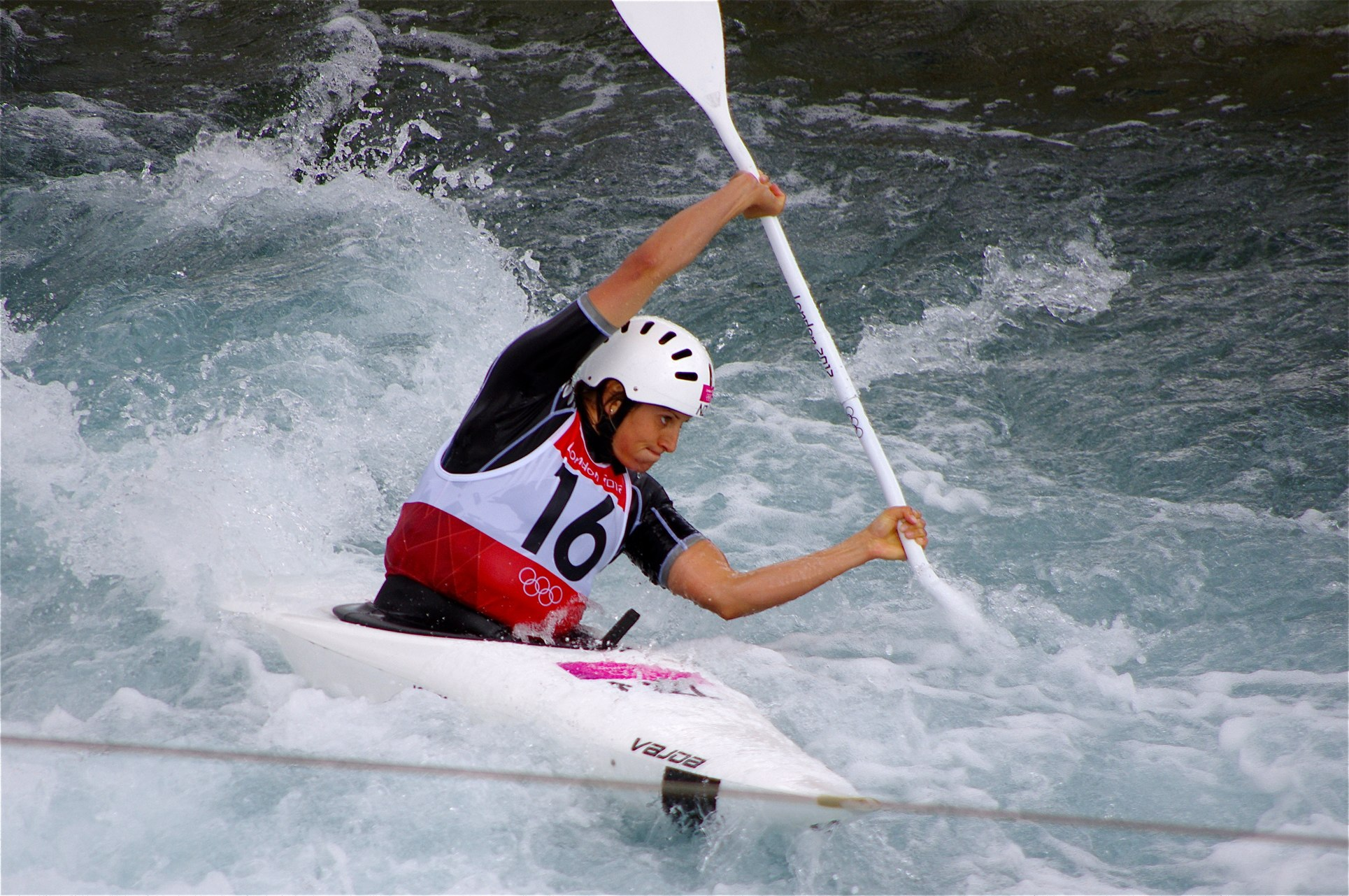
Luuka Jones bei ihrer Halbfinalfahrt am 2. August 2012.

| Athleten    | Wettbewerb | Vorlauf  | Vorlauf | Halbfinale | Halbfinale | Finale        | Finale        | Rang |
| Athleten    | Wettbewerb | Zeit     | Rang    | Zeit       | Rang       | Zeit          | Rang          | Rang |
| ----------- | ---------- | -------- | ------- | ---------- | ---------- | ------------- | ------------- | ---- |
| Frauen      |            |          |         |            |            |               |               |      |
| Luuka Jones | K-1        | 109,23 s | 15      | 121,41 s   | 14         | ausgeschieden | ausgeschieden | 14   |
| Männer      |            |          |         |            |            |               |               |      |
| Mike Dawson | K-1        | 88,58 s  | 8       | 207,63 s   | 15         | ausgeschieden | ausgeschieden | 15   |

### Leichtathletik
Laufen und Gehen
| Athleten        | Wettbewerb  | Vorlauf     | Vorlauf | Halbfinale  | Halbfinale | Finale        | Finale        | Rang |
| Athleten        | Wettbewerb  | Zeit        | Rang    | Zeit        | Rang       | Zeit          | Rang          | Rang |
| --------------- | ----------- | ----------- | ------- | ----------- | ---------- | ------------- | ------------- | ---- |
| Frauen          |             |             |         |             |            |               |               |      |
| Lucy van Dalen  | 1500 m      | 4:07,04 min | 8       | 4:06,97 min | 11         | ausgeschieden | ausgeschieden | 23   |
| Kimberley Smith | Marathon    | –           | –       | –           | –          | 2:26:59 h     | 15            | 15   |
| Männer          |             |             |         |             |            |               |               |      |
| Nick Willis     | 1500 m      | 3:40,92 min | 1       | 3:34,70 min | 3          | 3:36,94 min   | 9             | 9    |
| Quentin Rew     | 50 km Gehen | –           | –       | –           | –          | 3:55:03 h     | 30            | 30   |

Springen und Werfen
| Athleten        | Wettbewerb  | Qualifikation | Qualifikation | Finale     | Finale | Rang |
| Athleten        | Wettbewerb  | Weite/Höhe    | Rang          | Weite/Höhe | Rang   | Rang |
| --------------- | ----------- | ------------- | ------------- | ---------- | ------ | ---- |
| Frauen          |             |               |               |            |        |      |
| Valerie Adams   | Kugelstoßen | 20,40 m       | 1             | 20,70 m    | 1      | Gold |
| Männer          |             |               |               |            |        |      |
| Stuart Farquhar | Speerwerfen | 82,32 m       | 6             | 80,22 m    | 9      | 9    |

Mehrkampf
| Athletinnen        | 100 m Hürden | 100 m Hürden | Hochsprung | Hochsprung | Kugelstoßen | Kugelstoßen | 200 m   | 200 m  | Weitsprung | Weitsprung | Speerwerfen | Speerwerfen | 800 m       | 800 m  | Punkte | Rang |
| Athletinnen        | Zeit         | Punkte       | Höhe       | Punkte     | Weite       | Punkte      | Zeit    | Punkte | Weite      | Punkte     | Weite       | Punkte      | Zeit        | Punkte | Punkte | Rang |
| ------------------ | ------------ | ------------ | ---------- | ---------- | ----------- | ----------- | ------- | ------ | ---------- | ---------- | ----------- | ----------- | ----------- | ------ | ------ | ---- |
| Siebenkampf Frauen |              |              |            |            |             |             |         |        |            |            |             |             |             |        |        |      |
| Sarah Cowley       | 13,95 s      | 985          | 1,80 m     | 978        | 12,37 m     | 686         | 25,60 s | 833    | 6,00 m     | 850        | 41,90 m     | 704         | 2:19,01 min | 837    | 5873   | 26   |

| Athleten         | 100 m   | 100 m  | Weitsprung | Weitsprung | Kugelstoßen | Kugelstoßen | Hochsprung | Hochsprung | 400 m   | 400 m  | 110 m Hürden | 110 m Hürden | Diskuswerfen | Diskuswerfen | Stabhochsprung | Stabhochsprung | Speerwerfen | Speerwerfen | 1500 m      | 1500 m | Punkte | Rang |
| Athleten         | Zeit    | Punkte | Weite      | Punkte     | Weite       | Punkte      | Höhe       | Punkte     | Zeit    | Punkte | Zeit         | Punkte       | Weite        | Punkte       | Höhe           | Punkte         | Weite       | Punkte      | Zeit        | Punkte | Punkte | Rang |
| ---------------- | ------- | ------ | ---------- | ---------- | ----------- | ----------- | ---------- | ---------- | ------- | ------ | ------------ | ------------ | ------------ | ------------ | -------------- | -------------- | ----------- | ----------- | ----------- | ------ | ------ | ---- |
| Zehnkampf Männer |         |        |            |            |             |             |            |            |         |        |              |              |              |              |                |                |             |             |             |        |        |      |
| Brent Newdick    | 11,10 s | 838    | 7,36 m     | 900        | 15,09 m     | 795         | 1,96 m     | 767        | 50,22 s | 804    | 15,02 s      | 847          | 46,15 m      | 791          | 4,70 m         | 819            | 59,82 m     | 735         | 4:38,20 min | 692    | 7988   | 12   |

### Radsport

#### Bahn
| Athleten                                                    | Wettbewerb            | Qualifikation | Qualifikation | Finals        | Finals        | Rang   |
| Athleten                                                    | Wettbewerb            | Zeit          | Rang          | Zeit          | Rang          | Rang   |
| ----------------------------------------------------------- | --------------------- | ------------- | ------------- | ------------- | ------------- | ------ |
| Frauen                                                      |                       |               |               |               |               |        |
| Natasha Hansen                                              | Olympischer Sprint    | 11,241 s      | 9             | ausgeschieden | ausgeschieden | 12     |
| Natasha Hansen                                              | Keirin                | –             | 5             | –             | 11            | 11     |
| Lauren Ellis Jaime Nielsen Alison Shanks Rushlee Buchanan   | Mannschaftsverfolgung | 3:20,421 min  | 5             | 3:19,351 min  | 5             | 5      |
| Männer                                                      |                       |               |               |               |               |        |
| Edward Dawkins                                              | Olympischer Sprint    | 10,201 s      | 9             | ausgeschieden | ausgeschieden | –      |
| Simon van Velthooven                                        | Keirin                | –             | 2             | –             | 3             | Bronze |
| Edward Dawkins Simon van Velthooven Ethan Mitchell          | Teamsprint            | 44,175 s      | 7             | 43,495 s      | 5             | 5      |
| Sam Bewley Aaron Gate Westley Gough Marc Ryan Jesse Sergent | Mannschaftsverfolgung | 3:57,607 min  | 3             | 3:55,952 min  | 3             | Bronze |

Mehrkampf
| Omnium Frauen      |          |    |    |    |   |              |    |    |              |   |    |   |
| Joanne Kiesanowski | 14,924 s | 16 | 22 | 7  | 7 | 3:44,971 min | 11 | 7  | 36,360 s     | 7 | 55 | 7 |
| Omnium Männer      |          |    |    |    |   |              |    |    |              |   |    |   |
| Shane Archbold     | 13,112 s | 2  | 3  | 15 | 6 | 4:26,581 min | 6  | 13 | 1:03,290 min | 6 | 48 | 7 |

#### Straße
| Athleten        | Wettbewerb       | Zeit         | Rang       |
| --------------- | ---------------- | ------------ | ---------- |
| Frauen          |                  |              |            |
| Linda Villumsen | Straßenrennen    | 3:35:56 h    | 18         |
| Linda Villumsen | Einzelzeitfahren | 37:59,18 min | 4          |
| Männer          |                  |              |            |
| Greg Henderson  | Straßenrennen    | aufgegeben   | aufgegeben |
| Jack Bauer      | Straßenrennen    | 5:46:05 h    | 10         |
| Jack Bauer      | Einzelzeitfahren | 54:54,16 min | 19         |

#### Mountainbike
| Athleten     | Wettbewerb    | Zeit      | Rang |
| ------------ | ------------- | --------- | ---- |
| Frauen       |               |           |      |
| Karen Hanlen | Cross-Country | 1:37:54 h | 18   |

#### BMX
| Athleten     | Wettbewerb | Qualifikation | Qualifikation | Viertelfinale | Viertelfinale | Halbfinale    | Halbfinale    | Finale        | Finale        | Rang   |
| Athleten     | Wettbewerb | Zeit          | Rang          | Punkte        | Rang          | Punkte        | Rang          | Zeit          | Rang          | Rang   |
| ------------ | ---------- | ------------- | ------------- | ------------- | ------------- | ------------- | ------------- | ------------- | ------------- | ------ |
| Frauen       |            |               |               |               |               |               |               |               |               |        |
| Sarah Walker | Race       | 38,644 s      | 2             | –             | –             | 12            | 4             | 38,133 s      | 2             | Silber |
| Männer       |            |               |               |               |               |               |               |               |               |        |
| Kurt Pickard | Race       | 39,057 s      | 16            | 31            | 7             | ausgeschieden | ausgeschieden | ausgeschieden | ausgeschieden |        |
| Marc Willers | Race       | 38,687 s      | 10            | 4             | 1             | 26            | 8             | ausgeschieden | ausgeschieden |        |

### Reiten
| Dressur |            |                     |                     |               |               |                    |        |
| Athleten | Wettbewerb | Prozent             | Prozent             | Prozent       | Prozent       | Rang               |        |
| Athleten | Wettbewerb | Grand Prix          | GP Spécial          | Durchschnitt  | GP Kür        | Rang               |        |
| Louisa Hill mit Antonello | Einzel     | 65,258              | ausgeschieden       | ausgeschieden | ausgeschieden | 48                 |        |
| Vielseitigkeit |            |                     |                     |               |               |                    |        |
| Athleten | Wettbewerb | Minuspunkte Dressur | Minuspunkte Gelände | Springen      | Springen      | Minuspunkte Gesamt | Rang   |
| Mark Todd mit Campino | Einzel     | 39,10               | 0,40                | 7,00          | 8,00          | 54,50              | 12     |
| Andrew Nicholson mit Nereo | Einzel     | 45,00               | 0,00                | 0,00          | 4,00          | 49,00              | 4      |
| Caroline Powell mit Lenamore | Einzel     | 52,20               | 1,60                | 4,00          | ausgeschieden | 57,80              | 29     |
| Jonathan Paget mit Clifton Promise | Einzel     | 44,10               | 4,80                | 4,00          | 1,00          | 53,90              | 10     |
| Jonelle Richards mit Flintstar | Einzel     | 56,70               | 6,00                | 9,00          | ausgeschieden | 71,70              | 30     |
| Mark Todd mit Campino Andrew Nicholson mit Nereo Caroline Powell mit Lenamore Jonathan Paget mit Clifton Promise Jonelle Richards mit Flintstar | Mannschaft | 128,20              | 5,20                | 11,00         | 11,00         | 144,40             | Bronze |

### Rudern
| Athleten                                                | Wettbewerb                  | Vorlauf     | Vorlauf | Vorlauf        | Hoffnungslauf | Hoffnungslauf | Hoffnungslauf  | Viertelfinale | Viertelfinale | Viertelfinale  | Halbfinale  | Halbfinale | Halbfinale    | Finale      | Finale | Rang   |
| Athleten                                                | Wettbewerb                  | Zeit (min)  | Rang    | Qualifikation  | Zeit (min)    | Rang          | Qualifikation  | Zeit (min)    | Rang          | Qualifikation  | Zeit (min)  | Rang       | Qualifikation | Zeit (min)  | Rang   | Rang   |
| ------------------------------------------------------- | --------------------------- | ----------- | ------- | -------------- | ------------- | ------------- | -------------- | ------------- | ------------- | -------------- | ----------- | ---------- | ------------- | ----------- | ------ | ------ |
| Frauen                                                  |                             |             |         |                |               |               |                |               |               |                |             |            |               |             |        |        |
| Emma Twigg                                              | Einer                       | 7:40,24 min | 1       | Viertelfinale  | –             | –             | –              | 7:39,07 min   | 2             | Halbfinale A/B | 7:46,71 min | 3          | Finale A      | 8:01,76 min | 4      | 4      |
| Juliette Haigh Rebecca Scown                            | Zweier                      | 7:06,93 min | 2       | Finale A       | –             | –             | –              | –             | –             | –              | –           | –          | –             | 7:30,19 min | 3      | Bronze |
| Fiona Paterson Anna Reymer                              | Doppelzweier                | 6:49,44 min | 2       | Finale A       | –             | –             | –              | –             | –             | –              | –           | –          | –             | 7:09,82 min | 5      | 5      |
| Eve Macfarlane Fiona Bourke Louise Trappitt Sarah Gray  | Doppelvierer                | 6:20,22 min | 3       | Hoffnungslauf  | 6:48,71 min   | 6             | Finale B       | –             | –             | –              | –           | –          | –             | 6:56,46 min | 1      | 7      |
| Julia Edward Louise Ayling                              | Leichtgewichts-Doppelzweier | 7:02,78 min | 3       | Hoffnungslauf  | 7:21,29 min   | 2             | Halbfinale A/B | –             | –             | –              | 7:15,06 min | 5          | Finale B      | 7:22,78 min | 3      | 9      |
| Männer                                                  |                             |             |         |                |               |               |                |               |               |                |             |            |               |             |        |        |
| Mahé Drysdale                                           | Einer                       | 6:49,69 min | 1       | Viertelfinale  | –             | –             | –              | 6:54,86 min   | 1             | Halbfinale A/B | 7:18,11 min | 1          | Finale A      | 6:57,82 min | 1      | Gold   |
| Eric Murray Hamish Bond                                 | Zweier                      | 6:08,50 min | 1       | Halbfinale A/B | –             | –             | –              | –             | –             | –              | 6:48,11 min | 1          | Finale A      | 6:16,65 min | 1      | Gold   |
| Nathan Cohen Joseph Sullivan                            | Doppelzweier                | 6:11,30 min | 1       | Halbfinale A/B | –             | –             | –              | –             | –             | –              | 6:19,79 min | 2          | Finale A      | 6:31,67 min | 1      | Gold   |
| Sean O’Neill Christopher Harris Jade Uru Tyson Williams | Vierer                      | 5:51,84 min | 4       | Hoffnungslauf  | 6:03,66 min   | 2             | Halbfinale A/B | –             | –             | –              | 6:06,36 min | 4          | Finale B      | 6:11,97 min | 5      | 11     |
| Robert Manson Matthew Trott Michael Arms John Storey    | Doppelvierer                | 5:41,62 min | 4       | Hoffnungslauf  | 5:43,82 min   | 1             | Halbfinale A/B | –             | –             | –              | 6:10,95 min | 4          | Finale B      | 5:58,88 min | 1      | 7      |
| Peter Taylor Storm Uru                                  | Leichtgewichts-Doppelzweier | 6:37,02 min | 2       | Halbfinale A/B | –             | –             | –              | –             | –             | –              | 6:36,71 min | 2          | Finale A      | 6:40,86 min | 3      | Bronze |

### Schießen
| Athleten    | Wettbewerb                | Qualifikation | Qualifikation | Finale        | Finale        | Ringe | Rang |
| Athleten    | Wettbewerb                | Ringe         | Rang          | Ringe         | Rang          | Ringe | Rang |
| ----------- | ------------------------- | ------------- | ------------- | ------------- | ------------- | ----- | ---- |
| Männer      |                           |               |               |               |               |       |      |
| Ryan Taylor | Kleinkaliber liegend 50 m | 592           | 25            | ausgeschieden | ausgeschieden | 592   | 25   |

### Schwimmen
| Athleten                                                         | Wettbewerb                 | Vorlauf     | Vorlauf | Halbfinale    | Halbfinale    | Finale        | Finale        | Rang |
| Athleten                                                         | Wettbewerb                 | Zeit        | Rang    | Zeit          | Rang          | Zeit          | Rang          | Rang |
| ---------------------------------------------------------------- | -------------------------- | ----------- | ------- | ------------- | ------------- | ------------- | ------------- | ---- |
| Frauen                                                           |                            |             |         |               |               |               |               |      |
| Hayley Palmer                                                    | 50 m Freistil              | 25,47 s     | 2       | ausgeschieden | ausgeschieden | ausgeschieden | ausgeschieden | 23   |
| Lauren Boyle                                                     | 400 m Freistil             | 4:03,63 min | 3       | –             | –             | 4:06,25 min   | 8             | 8    |
| Lauren Boyle                                                     | 800 m Freistil             | 8:25,91 min | 2       | –             | –             | 8:22,72 min   | 4             | 4    |
| Melissa Ingram                                                   | 100 m Rücken               | 1:01,94 min | 5       | ausgeschieden | ausgeschieden | ausgeschieden | ausgeschieden | 30   |
| Melissa Ingram                                                   | 200 m Rücken               | 2:10,63 min | 6       | ausgeschieden | ausgeschieden | ausgeschieden | ausgeschieden | 17   |
| Natalie Wiegersma                                                | 200 m Lagen                | 2:16,24 min | 7       | ausgeschieden | ausgeschieden | ausgeschieden | ausgeschieden | 26   |
| Natalie Wiegersma                                                | 400 m Lagen                | 4:44,78 min | 5       | –             | –             | ausgeschieden | ausgeschieden | 19   |
| Hayley Palmer Tash Hind Amaka Gessler Penelope Marshall          | 4 × 100-m-Freistil-Staffel | 3:42,55 min | 7       | –             | –             | ausgeschieden | ausgeschieden | 14   |
| Tash Hind Amaka Gessler Samantha Lucie-Smith Melissa Ingram      | 4 × 200-m-Freistil-Staffel | 7:55,92 min | 5       | –             | –             | ausgeschieden | ausgeschieden | 11   |
| Männer                                                           |                            |             |         |               |               |               |               |      |
| Matthew Stanley                                                  | 200 m Freistil             | 1:48,19 min | 7       | ausgeschieden | ausgeschieden | ausgeschieden | ausgeschieden | 18   |
| Matthew Stanley                                                  | 400 m Freistil             | 3:49,44 min | 5       | –             | –             | ausgeschieden | ausgeschieden | 15   |
| Daniel Bell                                                      | 100 m Schmetterling        | 53,76 s     | 5       | ausgeschieden | ausgeschieden | ausgeschieden | ausgeschieden | 37   |
| Glenn Snyders                                                    | 100 m Brust                | 59,78 s     | 1       | 1:00,15 min   | 7             | ausgeschieden | ausgeschieden | 15   |
| Glenn Snyders                                                    | 200 m Brust                | 2:10,55 min | 4       | 2:11,14 min   | 7             | ausgeschieden | ausgeschieden | 14   |
| Gareth Kean                                                      | 100 m Rücken               | 54,26 s     | 6       | 54,00 s       | 8             | ausgeschieden | ausgeschieden | 13   |
| Daniel Bell                                                      | 100 m Rücken               | 55,53 s     | 8       | ausgeschieden | ausgeschieden | ausgeschieden | ausgeschieden | 37   |
| Gareth Kean                                                      | 200 m Rücken               | 2:00,54 min | 8       | ausgeschieden | ausgeschieden | ausgeschieden | ausgeschieden | 29   |
| Steven Kent Matthew Stanley Andrew McMillan Dylan Dunlop-Barrett | 4 × 200-m-Freistil-Staffel | 7:17,18 min | 8       | –             | –             | ausgeschieden | ausgeschieden | 15   |
| Gareth Kean Glenn Snyders Carl O’Donnell Andrew McMillan         | 4 × 100-m-Lagen-Staffel    | 3:34,52 min | 5       | –             | –             | ausgeschieden | ausgeschieden | 9    |

### Segeln
Fleet Race
| Athleten                        | Wettbewerb      | Qualifikation | Qualifikation | Medal Race    | Medal Race    | Punkte | Rang   |
| Athleten                        | Wettbewerb      | Punkte        | Rang          | Punkte        | Rang          | Punkte | Rang   |
| ------------------------------- | --------------- | ------------- | ------------- | ------------- | ------------- | ------ | ------ |
| Frauen                          |                 |               |               |               |               |        |        |
| Sara Winther                    | Laser Radial    | 185           | 20            | ausgeschieden | ausgeschieden | 185    | 20     |
| Jo Aleh Olivia Powrie           | 470er           | 33            | 1             | 2             | 1             | 35     | Gold   |
| Männer                          |                 |               |               |               |               |        |        |
| JP Tobin                        | Windsurfen RS:X | 80            | 7             | 16            | 8             | 96     | 7      |
| Andrew Murdoch                  | Laser           | 79            | 5             | 8             | 4             | 87     | 5      |
| Paul Snow-Hansen Jason Saunders | 470er           | 72            | 5             | 14            | 7             | 86     | 5      |
| Dan Slater                      | Finn Dinghy     | 79            | 9             | 4             | 2             | 83     | 7      |
| Peter Burling Blair Tuke        | 49er            | 76            | 2             | 4             | 2             | 80     | Silber |
| Hamish Pepper Jim Turner        | Starboot        | 66            | 8             | 4             | 2             | 70     | 5      |

Match Race
| Athletinnen                                  | Wettbewerb  | Round Robin | Round Robin | Viertelfinale | Viertelfinale | Halbfinale    | Halbfinale    | Finale        | Finale        | Rang |
| Athletinnen                                  | Wettbewerb  | Bilanz      | Rang        | Gegner        | Ergebnis      | Gegner        | Ergebnis      | Gegner        | Ergebnis      | Rang |
| -------------------------------------------- | ----------- | ----------- | ----------- | ------------- | ------------- | ------------- | ------------- | ------------- | ------------- | ---- |
| Frauen                                       |             |             |             |               |               |               |               |               |               |      |
| Stephanie Hazard Jenna Hansen Susannah Pyatt | Elliott 6 m | 4-0-7       | 9           | ausgeschieden | ausgeschieden | ausgeschieden | ausgeschieden | ausgeschieden | ausgeschieden | 9    |

### Taekwondo
| Athleten       | Wettbewerb       | Achtelfinale         | Achtelfinale | Viertelfinale | Viertelfinale | Halbfinale    | Halbfinale    | Hoffnungsrunde Halbfinale | Hoffnungsrunde Halbfinale | Hoffnungsrunde Finale | Hoffnungsrunde Finale | Finale        | Finale        | Rang |
| Athleten       | Wettbewerb       | Gegner               | Ergebnis     | Gegner        | Ergebnis      | Gegner        | Ergebnis      | Gegner                    | Ergebnis                  | Gegner                | Ergebnis              | Gegner        | Ergebnis      | Rang |
| -------------- | ---------------- | -------------------- | ------------ | ------------- | ------------- | ------------- | ------------- | ------------------------- | ------------------------- | --------------------- | --------------------- | ------------- | ------------- | ---- |
| Frauen         |                  |                      |              |               |               |               |               |                           |                           |                       |                       |               |               |      |
| Robin Cheong   | Klasse bis 57 kg | Hedaya Malak         | 6:17         | ausgeschieden | ausgeschieden | ausgeschieden | ausgeschieden | ausgeschieden             | ausgeschieden             | ausgeschieden         | ausgeschieden         | ausgeschieden | ausgeschieden | 11   |
| Männer         |                  |                      |              |               |               |               |               |                           |                           |                       |                       |               |               |      |
| Logan Campbell | Klasse bis 68 kg | Hryhorij Hussarow    | 6:10         | ausgeschieden | ausgeschieden | ausgeschieden | ausgeschieden | ausgeschieden             | ausgeschieden             | ausgeschieden         | ausgeschieden         | ausgeschieden | ausgeschieden | 11   |
| Scott Vaughn   | Klasse bis 80 kg | Sebastián Crismanich | 5:9          | ausgeschieden | ausgeschieden | ausgeschieden | ausgeschieden | Nesar Ahmad Bahave        | 6:11                      | ausgeschieden         | ausgeschieden         | ausgeschieden | ausgeschieden | 7    |

### Tennis
| Athleten        | Wettbewerb | 1. Runde           | 1. Runde | 2. Runde      | 2. Runde      | Achtelfinale  | Achtelfinale  | Viertelfinale | Viertelfinale | Halbfinale    | Halbfinale    | Finale        | Finale        |
| Athleten        | Wettbewerb | Gegner             | Ergebnis | Gegner        | Ergebnis      | Gegner        | Ergebnis      | Gegner        | Ergebnis      | Gegner        | Ergebnis      | Gegner        | Ergebnis      |
| --------------- | ---------- | ------------------ | -------- | ------------- | ------------- | ------------- | ------------- | ------------- | ------------- | ------------- | ------------- | ------------- | ------------- |
| Frauen          |            |                    |          |               |               |               |               |               |               |               |               |               |               |
| Marina Eraković | Einzel     | Aleksandra Wozniak | 2:6, 1:6 | ausgeschieden | ausgeschieden | ausgeschieden | ausgeschieden | ausgeschieden | ausgeschieden | ausgeschieden | ausgeschieden | ausgeschieden | ausgeschieden |

### Triathlon
| Athleten       | Wettbewerb | Zeit      | Rang |
| -------------- | ---------- | --------- | ---- |
| Frauen         |            |           |      |
| Kate McIlroy   | Einzel     | 2:01:28 h | 10   |
| Andrea Hewitt  | Einzel     | 2:00:36 h | 6    |
| Nicky Samuels  | Einzel     | 2:04:48 h | 35   |
| Männer         |            |           |      |
| Bevan Docherty | Einzel     | 1:48:35 h | 12   |
| Kris Gemmell   | Einzel     | 1:48:52 h | 15   |
| Ryan Sissons   | Einzel     | 1:50:27 h | 33   |